# Lijst van burgemeesters van Sint-Niklaas

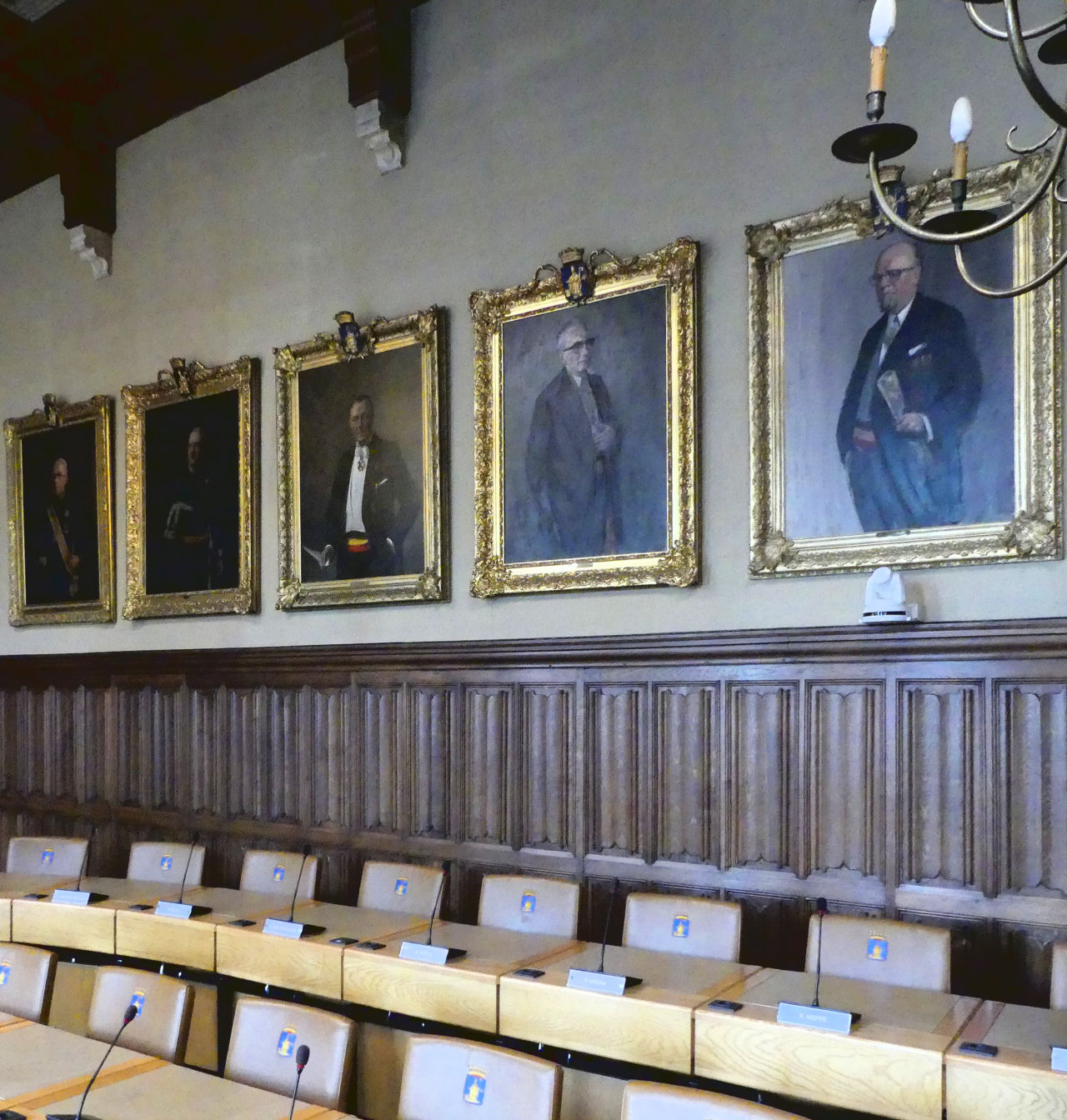
portrettengallerij in de gemeenteraadszaal.

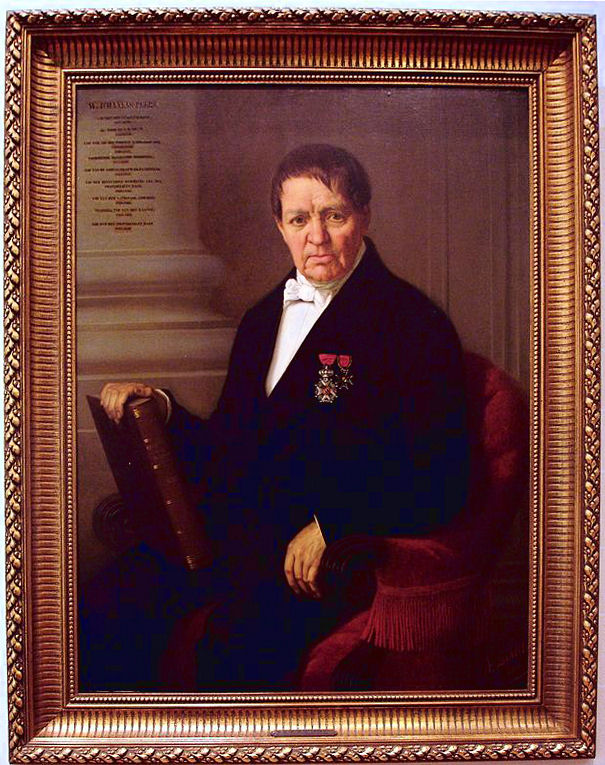
Guillaume d'Hanens- Peers

Dit is een lijst van burgemeesters van de Belgische stad Sint-Niklaas.

## Consulaat&Keizerrijk
| Periode     | Naam burgemeester        | Stroming |
| ----------- | ------------------------ | -------- |
| 1800 - 1808 | Joseph Bernard de Mulder |          |
| 1808 - 1817 | Jean Brusselman          |          |

## Verenigd Koninkrijk der Nederlanden
| Periode     | Naam burgemeester | Stroming | Stroming |
| ----------- | ----------------- | -------- | -------- |
| 1817 - 1829 | Emmanuel Boëyé    |          | liberaal |

## België
| Periode      | Naam burgemeester               | Stroming | Stroming                  | Opmerking                                     |
| ------------ | ------------------------------- | -------- | ------------------------- | --------------------------------------------- |
| 1830 - 1831  | Pierre van Remoortere de Naeyer |          | liberaal                  |                                               |
| 1831 - 1854  | François De Munck-Moerman       |          | liberaal                  |                                               |
| 1854 - 1855  | Charles de Meester              |          | katholiek                 |                                               |
| 1855 - 1857  | Paul Parrin                     |          | liberaal                  |                                               |
| 1857 - 1858  | Auguste Verdurmen               |          |                           | Waarnemend burgemeester                       |
| 1858 - 1860  | Louis De Ryck                   |          | katholiek                 |                                               |
| 1860 - 1861  | Auguste Verdurmen               |          |                           | Waarnemend burgemeester                       |
| 1861 - 1878  | Isidore De Smedt-Vandermeyden   |          | katholiek                 |                                               |
| 1878 - 1879  | Guillaume D'Hanens              |          | katholiek                 | Waarnemend burgemeester                       |
| 1879 - 1917  | Joseph Van Naemen               |          | katholiek                 |                                               |
| 1915 - 1933  | Michael De Smedt                |          | katholiek                 | Tussen 1915 en 1919 waarnemend                |
| 1933 - 1947  | Hendrik Heyman                  |          | katholiek                 |                                               |
| 1940 - 1944  | Emiel Van Haver                 |          | Vlaams-nationalist (VNV)  | Waarnemend burgemeester (oorlogsburgemeester) |
| 1947 - 1962  | Romain De Vidts                 |          | katholiek (CVP)           |                                               |
| 1962 - 1963  | Jozef Van Royen                 |          | katholiek (CVP)           |                                               |
| 1963 - 1965  | Albert Vermaere                 |          | katholiek (CVP)           |                                               |
| 1965 - 1976  | Frantz Van Dorpe                |          | katholiek (CVP)           |                                               |
| 1977 - 1988  | Paul De Vidts                   |          | katholiek (CVP)           |                                               |
| 1989 - 1994  | Freddy Willockx                 |          | socialist (SP)            |                                               |
| 1992 - 1994  | Hunfred Schoeters               |          | socialist (SP)            | Tussen 1992 en 1994 waarnemend                |
| 1995 - 1996  | Lieven Lenaerts                 |          | katholiek (CVP)           |                                               |
| 1997 - 2000  | Jef Foubert                     |          | katholiek (CVP)           |                                               |
| 2001 - 2010  | Freddy Willockx                 |          | socialist (sp.a)          |                                               |
| 2010 - 2012  | Christel Geerts                 |          | socialist (sp.a)          |                                               |
| 2013 - heden | Lieven Dehandschutter           |          | Vlaams-nationalist (N-VA) |                                               |

## Tijdlijn
Brussels Hoofdstedelijk Gewest:
Anderlecht · 
Brussel

Vlaanderen:
Aalst · 
Aarschot · 
Antwerpen · 
 Asse · 
Beernem · 
Bertem · 
Blankenberge · 
Brugge · 
Damme · 
De Haan · 
De Panne · 
Deerlijk · 
Deinze · 
Eeklo · 
Evergem · 
Galmaarden · 
Geraardsbergen · 
Gent · 
Halle · 
Hasselt · 
Herent · 
Herk-de-Stad · 
Herzele · 
Heusden-Zolder · 
Houthalen-Helchteren · 
Ichtegem · 
Kaprijke · 
Knokke-Heist · 
Kortemark · 
Kortenberg · 
Kortrijk · 
Leuven · 
Lichtervelde · 
Lievegem · 
Lokeren · 
Maldegem · 
Mechelen · 
Moerbeke-Waas · 
Ninove · 
Oostende · 
Oostkamp · 
Poperinge · 
Roeselare · 
Ronse · 
Sint-Lievens-Houtem · 
Sint-Niklaas · 
Sint-Truiden · 
Temse · 
Tielt · 
Tienen · 
Tongeren · 
Torhout · 
Veurne · 
Waregem · 
Wellen · 
Wetteren · 
Wichelen · 
Zaventem · 
Zedelgem · 
Zele · 
Zonhoven · 
Zottegem

Wallonië: 
Charleroi · 
's-Gravenbrakel · 
Morlanwelz · 
Ophain-Bois-Seigneur-Isaac